# Illano
Illano (in castigliano) o Eilao (in eonaviego) un comune spagnolo di 618 abitanti situato nella comunità autonoma delle Asturie. Nel comune si parla l'eonaviego, variante galiziana con tratti asturiani.